# Kriminalfall Maria Bögerl

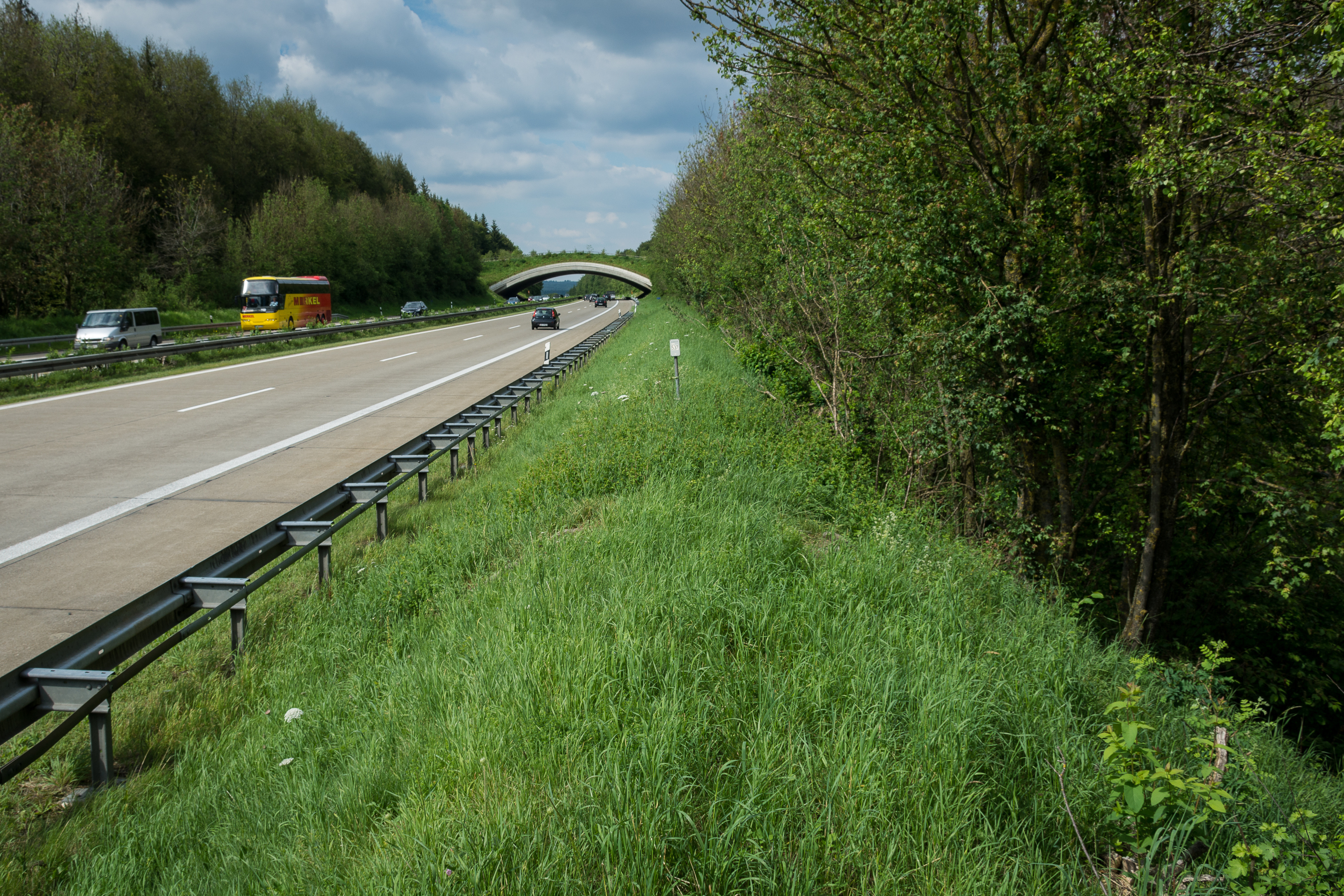
Ablageort des Lösegeldes neben der A 7. Am Tag der Entführung war die Stelle durch einen in den Boden gesteckten Ast mit einer daran befestigten Deutschlandflagge gekennzeichnet.

Im Kriminalfall Maria Bögerl geht es um die Entführung und den Tod von Maria Bögerl, die sich im Mai 2010 im baden-württembergischen Heidenheim an der Brenz ereigneten. Die Tat ist bislang ungeklärt. Im August 2023 wurde die Einstellung der Ermittlungen bekannt gegeben.

## Ereignisse bis 2012
Maria Bögerl war die Ehefrau des Vorstandsvorsitzenden der Kreissparkasse Heidenheim Thomas Bögerl. Das Paar hatte zwei Kinder, Carina und Christoph Bögerl. Am Morgen des 12. Mai 2010 wurde Maria Bögerl aus ihrem Haus in Schnaitheim entführt. Noch im Laufe des Vormittags meldete sich der Täter telefonisch bei Thomas Bögerl und forderte 300.000 Euro Lösegeld, das nach Angaben der Polizei „in komplizierter Stückelung“ bereitgestellt werden sollte. Die Geldübergabe sollte an einer Unterquerung (⊙) der A 7 in Richtung Würzburg stattfinden, die Stelle war mit einer Deutschlandflagge markiert.
Die Geldübergabe scheiterte, weil das Lösegeld nicht rechtzeitig beschafft werden konnte. Es wurde erst 90 Minuten nach dem geforderten Zeitpunkt an der Übergabestelle deponiert. Laut Angaben der Polizei war man nicht in der Lage, die geforderte Summe und Stückelung in dem zeitlich engen Rahmen von drei Stunden bereitzustellen. Ursache dafür war womöglich die Mittagspause der Ulmer Bundesbank-Filiale, bei der das Geld besorgt werden sollte.
Zwei Tage später wurde Maria Bögerls Auto im Hof des Klosters Neresheim aufgefunden. Anschließend startete die Polizei eine große Öffentlichkeitsfahndung. Die Familie des Opfers richtete beispielsweise in der Fernsehsendung Aktenzeichen XY … ungelöst einen Aufruf an den oder die Entführer, ihre Ehefrau und Mutter freizulassen. Im Rückblick wurde der mit der Polizei abgestimmte Aufruf der Angehörigen (auch von den Ermittlern selbst) kritisch gesehen. Viele Zuschauer hielten die Angst und Sorge der Bögerls für gespielt, was die Verbreitung von Gerüchten befeuerte, sie seien selbst in den Fall verstrickt.
Die Suche nach Maria Bögerl endete schließlich am 3. Juni 2010, als ein Spaziergänger ihre Leiche in einem Waldstück (⊙) fand.
Über Thomas Bögerl waren in den Monaten nach der Tat viele Gerüchte im Umlauf. Sein Sohn und der Lebensgefährte seiner Tochter gerieten zeitweise unter Verdacht. Die Ermittler gingen davon aus, dass sie wenige Tage vor der Tat mit dem Entführer telefoniert hätten. Später stellte sich heraus, dass der Verdacht auf fehlerhaft gespeicherten Uhrzeitendaten in der Telefonanlage der Bögerls fußte. Die zuständige Staatsanwaltschaft Ellwangen stellte klar, dass die umfangreichen Ermittlungen keine Anhaltspunkte dafür ergeben hätten, dass der oder die Täter aus dem Kreis der Familie stammten.
Thomas Bögerl beschwerte sich mehrfach über die Arbeit der Ermittler. Der Witwer forderte unter anderem in einem Brief an die Polizei Aufklärung über die Pressearbeit der Ermittler sowie die missglückte Lösegeldübergabe. Er wandte sich damit unter anderem an den Stuttgarter Regierungspräsidenten Johannes Schmalzl und den damaligen Präsidenten des Deutschen Sparkassen- und Giroverbandes Heinrich Haasis.
Wie seine Kinder später sagten, war Thomas Bögerl seit der Entführung seiner Frau ein gebrochener Mensch. Im Juli 2011 starb er durch Suizid. Er und seine Frau wurden gemeinsam in ihrem Heimatort Herrieden in Mittelfranken beigesetzt.
In einem Interview 2012 stellten die Kinder Carina und Christoph den Verlauf der Dinge – einschließlich der Vorgeschichte des Suizids ihres Vaters – mit vorher nicht bekannten Details dar. Dabei kritisierten sie die Arbeit der Polizei. Zum Beispiel seien Spuren in der Garage, in der der Wagen von Frau Bögerl am Morgen des Tattages noch gestanden hatte, erst Monate später gesichert worden.

## Sonderbeitrag bei Aktenzeichen XY … ungelöst (2012)
Am 5. September 2012 wurde in der Sendung Aktenzeichen XY … ungelöst ein 26-minütiger Sonderbeitrag zum Kriminalfall Maria Bögerl ausgestrahlt. Darin wurde die Tat vom Morgen der Entführung bis zum Fund der Leiche nach aktuellen Erkenntnissen der Polizei rekonstruiert. Es wurden durch die Ermittler erstmals Details bekanntgegeben, die vorher nicht an die Öffentlichkeit gelangt waren. Dies war der bis dahin längste Filmfall in der Geschichte der Sendung.
Danach meldete sich ein Mann und narrte die Ermittler monatelang mit falschen Hinweisen, wodurch viel Arbeitsaufwand vergebens war. Erst im April 2013 kam der Betrug heraus. Der falsche Tippgeber wurde vom Amtsgericht Heidenheim zu drei Jahren Gefängnisstrafe verurteilt. Diese Haftstrafe wurde in einem Berufungsverfahren in zwei Jahre auf Bewährung geändert.

## Weitere Ermittlungen
Am 20. Januar 2014 wurde bekannt, dass die Polizei für Februar 2014 einen Massengentest für eine bestimmte Alterszielgruppe geplant hatte. Die Abgabe sollte laut Staatsanwaltschaft auf freiwilliger Basis erfolgen.
Der Massengentest begann am 14. Februar. Alle Männer im Alter von 21 bis 68 Jahren aus der Stadt Neresheim (Ostalbkreis) waren aufgerufen, freiwillig Speichelproben abzugeben, wie Staatsanwaltschaft und Polizei mitteilten. Von 3000 angeschriebenen Männern gaben zunächst 1300 eine Probe ab, weitere 500 nach erneuter Aufforderung. Anfang April 2014 fehlten der Sonderkommission noch über 500 Proben.
Die SoKo Flagge wurde zum Jahresende 2015 aufgelöst. Nach der Auflösung der SoKo Flagge war ein Beamter des Polizeipräsidiums Ulm für den Fall zuständig.
Im Juli 2016 wurden zwei junge Männer in Hagen von einem augenscheinlich alkoholisierten Mann angesprochen. Dieser machte Angaben zum Kriminalfall Bögerl. Die Zeugen nahmen Teile des Gesprächs mit ihrem Mobiltelefon auf und verständigten die Polizei. Die daraufhin eingeleitete Fahndung verlief ohne Ergebnis, nachdem sich der Unbekannte bereits zuvor hatte entfernen können. Die Auswertung der Sprachaufnahmen legte aufgrund des Gesprächsinhalts einen Tatverdacht nahe, da der Unbekannte anscheinend über Täterwissen verfügte. Im April 2017 konnte die Ermittlungsgruppe den Verdächtigen in Königsbronn festnehmen, die öffentliche Fahndung erfolgte mit Hilfe einer Sprachaufzeichnung und eines Phantombildes.
Allerdings stellte sich heraus, dass seine DNA nicht mit dem im Auto des Opfers gesicherten genetischen Fingerabdruck des Täters übereinstimmt. Der Verdächtige räumte auch ein, sich fälschlicherweise des Verbrechens bezichtigt zu haben.
Erst nachdem der Verdächtige wieder auf freiem Fuß war, wurde bekannt, dass man ihn (anders als zunächst berichtet) schon kurz vor der öffentlichen Fahndung in der Fernsehsendung Aktenzeichen XY ... ungelöst verhaftet hatte. Die Polizei begründete die trotzdem erfolgte Ausstrahlung der Fahndung damit, dass man sich nicht sicher gewesen sei, die gesuchte Person verhaftet zu haben, auch habe die Befragung erst während der Fernsehausstrahlung erfolgen können.
Ende Januar 2020 durchsuchte die Polizei ein Wohn- und Geschäftshaus im Stimpfacher Stadtteil Weipertshofen sowie ein Gebäude im bayrischen Landkreis Donau-Ries, dabei wurden Beweismittel sichergestellt und DNA-Proben von Verdächtigen entnommen. Der Verdacht richtete sich gegen drei Personen, darunter ein Ehepaar, deren Firmenwagen 2010 in der Nähe des Tatorts gesehen worden sein soll. Der Verdacht gegen die Personen erhärtete sich nach Auswertung der Proben jedoch nicht.
Im August 2023 gaben die leitenden Ermittlungsbehörden die Einstellung des Ermittlungsverfahrens bekannt.

## Mediale Rezeption
Die am 5. November 2017 erstmals ausgestrahlte Folge Der Fall Holdt der Krimiserie Tatort lehnte sich an den Kriminalfall Maria Bögerl an.
In einer am 23. April 2023 veröffentlichten Folge des Podcasts Aktenzeichen XY ... Unvergessene Verbrechen wird der Fall thematisiert. Darin kamen aktuelle Ermittler zu Wort und berichteten über die bisherigen Ermittlungen.